# Victor Noriega
Victor Noriega (* 5. Mai 1978 in Vancouver) ist ein philippinostämmiger US-amerikanischer Jazz-Pianist, -Komponist und Bandleader.

## Leben und Schaffen
Noriega wuchs in Portland und Seattle auf. Er begann seine Musikerlaufbahn als Jazz-Pianist mit 18 Jahren. An der University of Washington machte er seinen Bachelor-Abschluss.
Seit 2000 gibt es das Victor Noriega Trio, zu dem der Bassist Willie Blair und der Drummer Eric Eagle gehören. Über die Jahre wurden drei Alben veröffentlicht: Stone’s Throw 2004, Alay 2006 und Fenceless 2008. Beim dritten Album wirkte der Trompeter Jay Thomas und der Altsaxophonist Mark Taylor mit.
Für Stone’s Throw bekam das Trio eine Nominierung für die Earshot Jazz „Golden Ear Awards“ für die Beste Northwest Acoustic Jazz Group 2005. Alay, das Originalkompositionen sowie Jazz-arrangierte Interpretationen traditioneller philippinischer Lieder enthielt, brachte Noriega die „Golden Ear Awards“ für den „Besten Northwest Instrumentalisten des Jahres“ und das „Beste Album des Jahres“ 2006 ein. Auch auf dem dreitägigen „Asian American Jazz Festival“ 2009 in Los Angeles trat Noriegas Combo auf. Ebenfalls erstmals 2009 gab es einen Auftritt beim Vancouver International Jazzfestival.
Noriegas Trio trat seit 2005 auch in Shanghai auf, etwa im Jazzclub „JZ Club“. Noriegas Piano-Stil wurde in der Presse verglichen mit dem von Dave Brubeck und Brad Mehldau. Er selber orientiert sich laut AllaboutJazz-Interview an Horace Silver. Noriega lebt in Seattle.

## Diskografie
Victor Noriega Trio
- Stone’s Throw (2004)[9]
- Alay (2006)

Victor Noriega Trio+2
- Fenceless (2008)